# Horní Haná

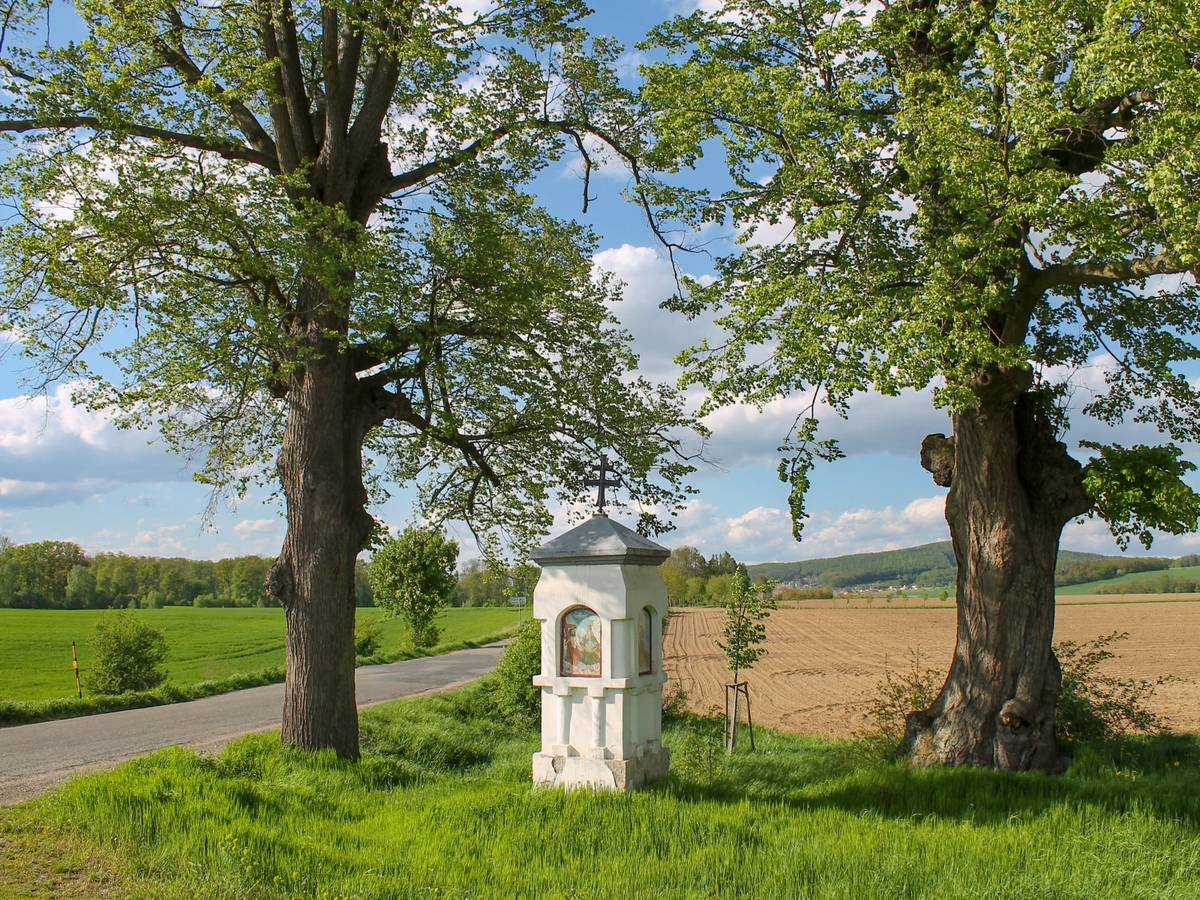
Boží muka u obce Třeština

Horní Haná je národopisná podoblast Hané, ale někdy bývá uváděna i jako samostatná národopisná oblast. Rozkládá se kolem rovinaté nížiny horním toku Moravy, severně od Litovle až k Bludovu. Největšími městy podoblasti jsou Mohelnice a Zábřeh. Ráz krajiny je zemědělský s převahou pěstování pšenice.
V mapě Josepha Bayera z roku 1818 je toto území označované jako Böhmische Mahrer (Česká Morava). V nejstarší mapě Hané z počátku 19. století není toto místo zachycené. Později bylo zasažené expanzí hanácké kultury, kdy se území Hané rozšířilo až do tohoto regionu.
Oblast obývá převážně slovanské obyvatelstvo, kolem Uničova až do odsunu po druhé světové válce zde žilo německé obyvatelstvo. Nářečí obyvatel je hanácké, plynule navazuje od jihu. Místo ou je ó. Vyznačuje se absence dlouhého ú/ů a í/ý. Až na malou severní část je zde jenom jedno střední L.
Od původní Hané se Horní Haná odlišuje typem lidové architektury. Hornohanácké domy byly zděné, výrazně klasicistní a vyznačovaly se výrazným štítem. Štít byl obrácen do ulice podobně jako na Horácku směrem do ulice (Morava je charakteristická zejména okapem do ulice). Výskyt klenutých stropů. Stavební materiálem byly vepřovice. Typ stavení: dům-průjezd-dům. V jižní části Horní Hané lze naleznout dřevěný žudr (žondr) a severní části loubí.